# Hundstarr
Hundstarr eller småstarr (Carex nigra) är ett halvgräs som tillhör starrsläktet och växer på fuktig mark, exempelvis i kärr och vid diken. Det är ett flerårigt, lågväxt halvgräs, med grågröna blad och skilda han- och honax. Som regel har en axsamling ett hanax och två honax. Honaxen är upprätta. Ett kännetecken för hundstarr är att axfjällen är svarta med ljus mittnerv. Det är också efter färgen på axfjällen som hundstarren har fått sitt vetenskapliga artepitet nigra, som är ett latinskt ord och betyder svart. 

## Systematik

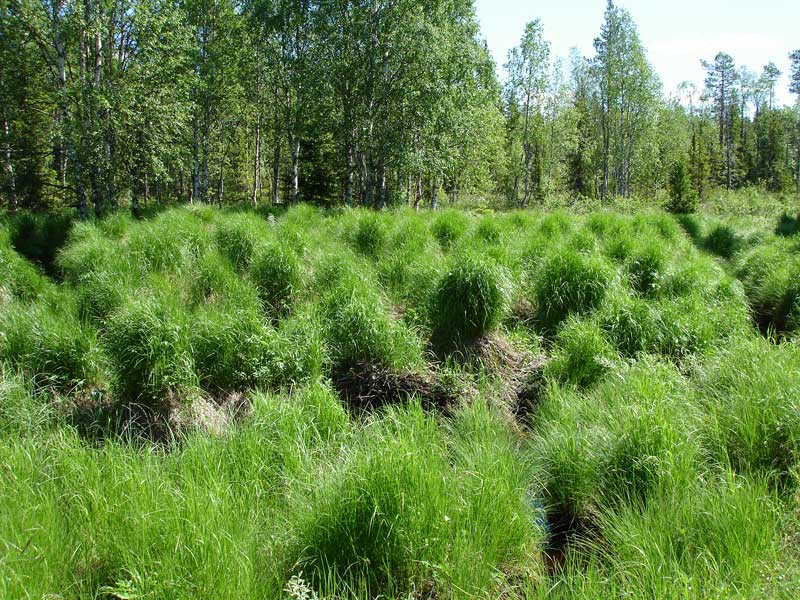
Norrländska fuktängar som inte längre hävdas invaderas ofta av styltstarr som bildar mycket svårframkomliga bestånd av "rysshuvuden". Här vid Hålvattsbäcken i Umeå kommun.

Det finns flera underarter och varieteter av hundstarr, däribland C. nigra nigra som är nominatformen och C. nigra juncella som kallas styltstarr. Den förstnämnda C. nigra nigra som är huvudunderaten delas vidare in i två varieteter, vanlig hundstarr (var. nigra) och tuvad hundstarr (var. recta). 

## Utbredning
I Sverige förekommer hundstarr på fuktiga marker över hela landet, med undantag för de nordligaste delarna av Lappland. Styltstarr är vanligast i Norrland, på myrar och längs sjöstränder. 